# Andrzej Bauer (muzyk)
Andrzej Bauer (ur. 25 października 1962 w Łodzi) − polski wiolonczelista, pedagog, kompozytor i dyrygent.

## Życiorys
Urodził się w rodzinie kompozytora i pedagoga Jerzego Bauera. Ukończył studia w Akademii Muzycznej w Łodzi pod kierunkiem prof. Kazimierza Michalika. Studia uzupełniał pracując m.in. z André Navarrą, Milošem Sádlo oraz Daniiłem Szafranem podczas licznych kursów mistrzowskich.
Odbył również dwuletnie studia w Londynie, w klasie Williama Pleetha, jako stypendysta Witolda Lutosławskiego.
Koncertował z recitalami w większości krajów europejskich, a także w Japonii i Stanach Zjednoczonych. Jako solista koncertował z wieloma orkiestrami, m.in. Filharmonią Narodową, Sinfonią Varsovią, Narodową Orkiestrą Symfoniczną Polskiego Radia 

w Katowicach, Orkiestrą Miasta Tychy AUKSO, Orkiestrą Amadeus, Filharmonikami Monachijskimi, Orkiestrą RAI, Orkiestrą Filharmoniczną w Strasburgu czy orkiestrami radiowymi tj. Radio-Sinfonieorchester Stuttgart i Deutsches Symphonie-Orchester Berlin.
Występował pod batutą m.in. Agnieszki Duczmal, Jerzego Katlewicza, Kazimierza Korda, Jana Krenza, Witolda Lutosławskiego, Jerzego Maksymiuka, Andrzeja Markowskiego, Wojciecha Michniewskiego, Marka Mosia, Jacka Kasprzyka, Grzegorza Nowaka, Krzysztofa Pendereckiego, Marka Pijarowskiego, Jerzego Salwarowskiego, Tadeusza Strugały i Antoniego Wita.
W latach 1997, 2009 i 2015 był członkiem jury Międzynarodowego Konkursu Wiolonczelowego im. Witolda Lutosławskiego.
Jest współzałożycielem, a w latach 2003-2006 i od 2015 – wiceprezesem Towarzystwa im. Witolda Lutosławskiego.

Z jego inspiracji i pod jego kierownictwem artystycznym odbyły się pierwsze dwie edycje festiwalu muzyki Lutosławskiego Łańcuch (w latach 2004 i 2005). Ponadto jest założycielem i opiekunem artystycznym Warszawskiej Grupy Cellonet i Chain Ensemble.
19 grudnia 2014 otrzymał tytuł profesora sztuk muzycznych. Prowadzi klasy wiolonczeli na Uniwersytecie Muzycznym im. Fryderyka Chopina w Warszawie oraz w Akademii Muzycznej im. Feliksa Nowowiejskiego w Bydgoszczy.
Wykształcił grono wiolonczelistów, laureatów konkursów krajowych i międzynarodowych.

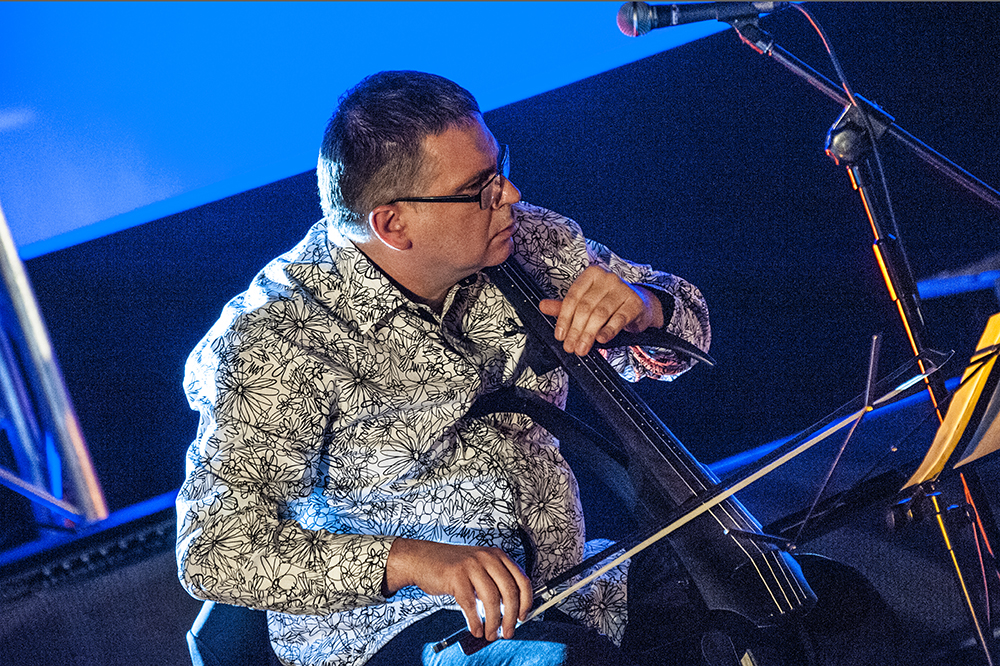
Andrzej Bauer podczas festiwalu Fre3JazzDays w Warszawie - sierpień 2012.

## Dyskografia
- 1992 – D. Szostakowicz, S. Prokofiew, I. Strawiński (Koch/Schwann)
- 1994 – Konstanty Regamey (Swiss Radio International)
- 1995 – J. Brahms, F. Schubert, R. Schumann, F. Mendelssohn-Bartholdy, C.M. von Weber – (Koch/Schwann)
- 1996 – Witold Lutosławski – Naxos
- 1999 – Johann Sebastian Bach (CD Accord), Fryderyk 2000 w kategorii Album roku – muzyka solowa
- 1999 – W.A. Mozart, F. Chopin (OPUS111)
- 2001 – Andrzej Panufnik (CD Accord)
- 2001 – Olivier Messiaen (CD Accord)
- 2003 – Krzysztof Penderecki (Polskie Radio S.A.)
- 2006 – Paweł Mykietyn (Takt)
- 2008 – Krzysztof Penderecki (BeArTon)
- 2009 – Witold Lutosławski (CD Accord)
- 2009 – Fryderyk Chopin (Narodowy Instytut Fryderyka Chopina)
- 2009 – Agata Zubel (CD Accord)
- 2012 – Aleksander Nowak (CD Accord)
- 2012 – Piotr Moss (Dux)
- 2014 – el Derwid – Plamy na słońcu (CD Accord), nominacja do Fryderyka w kategorii Album roku – muzyka kameralna

## Nagrody i wyróżnienia
- 1983 – Ogólnopolski Konkurs Wiolonczelistów im. Dezyderiusza Danczowskiego w Poznaniu – I nagroda summa cum laude
- 1989 – Międzynarodowy Konkurs Praska Wiosna – III nagroda i nagroda specjalna za wykonanie utworu Bohuslava Martinů
- 1989 – Europäischer Förderpreis des Europäischen Parlaments und des Europartates (Nagroda Parlamentu Europejskiego i Rady Europy dla młodych twórców)
- 1992 – Międzynarodowy Konkursu ARD w Monachium – I nagroda (w kategorii duet wiolonczela – fortepian)
- 2000 – Polska Akademia Fonograficzna – Nagroda Fryderyka w kategorii Album roku – muzyka solowa[14]
- 2006 – SPAM (Stowarzyszenie Polskich Artystów Muzyków) – Nagroda Orfeusz[15] – za wybitną kreację wykonawczą na 49. Międzynarodowym Festiwalu Muzyki Współczesnej Warszawska Jesień
- 2011 – Związek Kompozytorów Polskich – Nagroda Honorowa[16] za zasługi w dziele promocji muzyki współczesnej.
- 2011 – Minister Kultury i Dziedzictwa Narodowego – Nagroda Specjalna - w uznaniu nieocenionych zasług dla polskiej kultury muzycznej
- 2013 – Towarzystwo im. Witolda Lutosławskiego – Medal 100-lecia urodzin Witolda Lutosławskiego za wybitny wkład w upowszechnienie muzyki i wiedzy o Witoldzie Lutosławskim[17]